# Theta Leporis
Theta Leporis (θ Leporis, förkortat Theta Lep, θ Lep) som är stjärnans Bayerbeteckning, är en ensam stjärna belägen i den nordöstra delen av stjärnbilden Haren. Den har en skenbar magnitud på 4,67 och är synlig för blotta ögat där ljusföroreningar ej förekommer. Baserat på parallaxmätning inom Hipparcosuppdraget på ca 18,9 mas, beräknas den befinna sig på ett avstånd på ca 173 ljusår (ca 53 parsek) från solen. Stjärnan hade sin närmaste position för ca 1,6 miljoner år sedan när det befann sig 29 ljusår (9,0 parsek) från solen.

## Egenskaper
Theta Leporis är en blå till vit stjärna i huvudserien av spektralklass A0 V. Den har en massa som är ca 2,4 gånger större än solens massa, en radie som är ca 2,4. gånger större än solens och utsänder från dess fotosfär ca 41 gånger mera energi än solen vid en effektiv temperatur på ca 10 450 K.
Theta Leporis roterar snabbt med en projicerad rotationshastighet på 207 km/s, vilket ger stjärnan en tillplattad form med en ekvatoriell radie som är uppskattad till 10 procent större än polarradien.